# Welcome to the Madhouse
Welcome to the Madhouse è il primo album in studio della cantante australiana Tones and I, pubblicato il 16 maggio 2021 dalla Bad Bitch Records e dalla Sony Music.

## Pubblicazione
Il 25 febbraio 2020 Billboard ha riportato che Tones and I stava completando il suo album di debutto. Nel settembre seguente la cantante ha dichiarato che sarebbe stato pubblicato nei mesi successivi. Il 13 novembre, durante un'intervista per Triple J, ha confermato che Fly Away ne sarebbe stato il primo singolo ufficiale. Il 13 maggio 2021, in concomitanza con il lancio del singolo Won't Sleep, ha annunciato il titolo del disco, Welcome to the Madhouse, con relativa copertina.

## Tracce
1. Welcome to the Madhouse – 2:36
2. Lonely – 3:44
3. Won't Sleep – 3:17
4. Westside Lobby – 3:39
5. Fly Away – 2:58
6. Sad Songs – 3:14
7. Just a Mess – 3:51
8. Child's Play – 3:39
9. Not Going Home – 3:31
10. Dark Waters – 3:34
11. Cloudy Day – 3:05
12. You Don't Know My Name – 3:14
13. Fall Apart – 4:08
14. Bars (RIP T) – 1:59

Tracce bonus nell'edizione giapponese
1. Fly Away (Jonas Blue Remix) – 3:13
2. Ur So F**king Cool – 2:53

Tracce bonus nell'edizione deluxe
1. The Kids Are Coming – 3:24
2. Dance Monkey – 3:29
3. Colourblind – 3:26
4. Johnny Run Away – 3:12
5. Jimmy – 3:43
6. Never Seen the Rain – 3:20

## Successo commerciale
Welcome to the Madhouse ha esordito in vetta alla ARIA Albums Chart, diventando il primo album numero uno di Tones and I nel paese.

## Classifiche
| Classifica (2021) | Posizione massima |
| ----------------- | ----------------- |
| Australia         | 1                 |
| Belgio (Fiandre)  | 124               |
| Belgio (Vallonia) | 140               |
| Canada            | 36                |
| Francia           | 107               |
| Germania          | 81                |
| Norvegia          | 39                |
| Nuova Zelanda     | 38                |
| Stati Uniti       | 144               |
| Svizzera          | 87                |